# ニップル (機械)

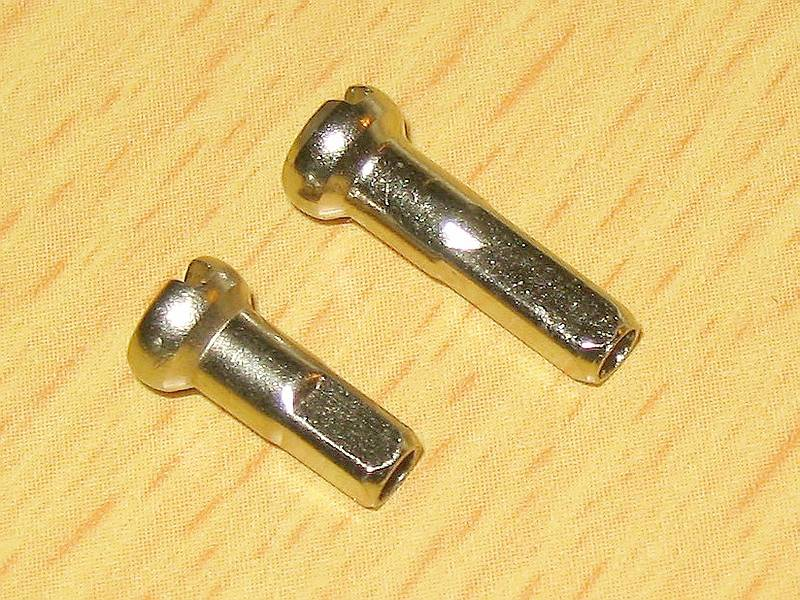
スポークニップル

ニップル (英：Nipple) とは、機械部品（おもに棒やパイプ）同士を結合するための、乳首に似た管状のねじ部品である。

## スポークニップル
スポークニップル(英: Spoke nipple) は、自転車やオートバイのスポークホイール（スポークを使用する車輪）において、スポークの先端を他の部品につなぐ小型のナットである。普通は単にニップルと呼ばれる。
一般的なホイール形状の場合、ニップルはスポークとリムをつないでおり、一部のスポーツタイプの自転車ではハブ側についているものもある。このニップルをスポークレンチという工具で回す事によってスポークの張り具合を調整し、ホイールのゆがみを修正できる。

## グリースニップル
グリースニップル(英: Grease nipple、Grease fitting) は、機械の可動部分等にグリースを供給するための給脂配管の一次側に装備する注入口の部品である。注入口は内部からスプリングで玉が押し付けられる逆止弁になっており、グリースガン等を接続して圧力をかけることによってグリースが給脂配管に注入される。A型、B型、C型、ボタンヘッド・タイプ、ピン・タイプなどの種類がある。

## 管継手として使用するニップル

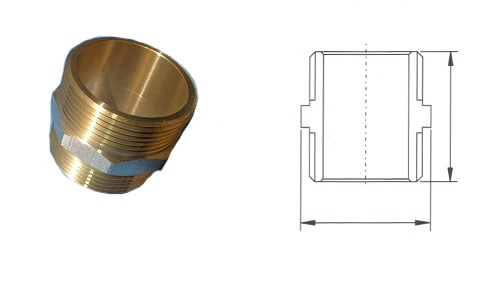
管継手

JIS B 0151 鉄鋼製管継手用語において、ニップルは「直線軸の両端におねじが切ってある管継手」と定義されている。鋳物によるもののほか、配管用炭素鋼鋼管の両端に管用テーパねじを切ったものもある。
また、ホースを接続するためのホース継手（タケノコ継手）もニップルと呼ばれることがある。